# ヴィッカース軽戦車
ヴィッカース軽戦車（Vickers light tank）シリーズは、戦間期にヴィッカースによりイギリス陸軍向けに生産された一連の軽戦車で、Mk.IからMk.VIIIまで存在する。Mk.IからMk.VIまでは設計上の関連が深く、Mk.VIIとMk.VIIIはそれまでとは別設計である。

## 概要
第一次世界大戦および第二次世界大戦の間、イギリスでは類似した一連の軽戦車を生産していた。これらは訓練に使用され、また、限定的ながら1941年の東アフリカ戦線における南アフリカ陸軍のように、イギリス帝国の部隊が戦闘に投入している。全てが車重およそ5.1 t、路上で48 km/hを発揮し、路外の縦走では約32 km/hを出した。
イギリスではこうした軽戦車について、他の軽戦車以外に想定される何かに対しての投入を考えていなかった。そうした事から兵装は機関銃のみであった――7.7 mm弾（0.303インチ）か12.7 mm弾（0.5インチ）を用いるヴィッカース重機関銃を射撃する。緩衝装置にはボギーにホルストマン・コイルスプリングを装着した。機関にはメドウス6気筒ガソリンエンジンを用いた。Mk.Vになるまで、これらは操縦手と車長兼機銃手が搭乗した。Mk.Vには操縦手、機銃手、機銃手を補助する車長が乗った。
比較的少数の、多様な軽戦車が生産されている。Mk.Vでは設計が多かれ少なかれ最適化されており、これはMk.VI軽戦車の形状をとって最後の派生型になった。戦争が予期される中、Mk.VIはイギリス陸軍の増強計画のために選ばれた。
Mk.VIIテトラーク軽戦車およびMk.VIII ハリー・ホプキンス軽戦車がヴィッカースによって生産されているが、これらはMk.IからMk.VIまでの一連の軽戦車と設計上の関連はない。

## 開発

### タンケッテ

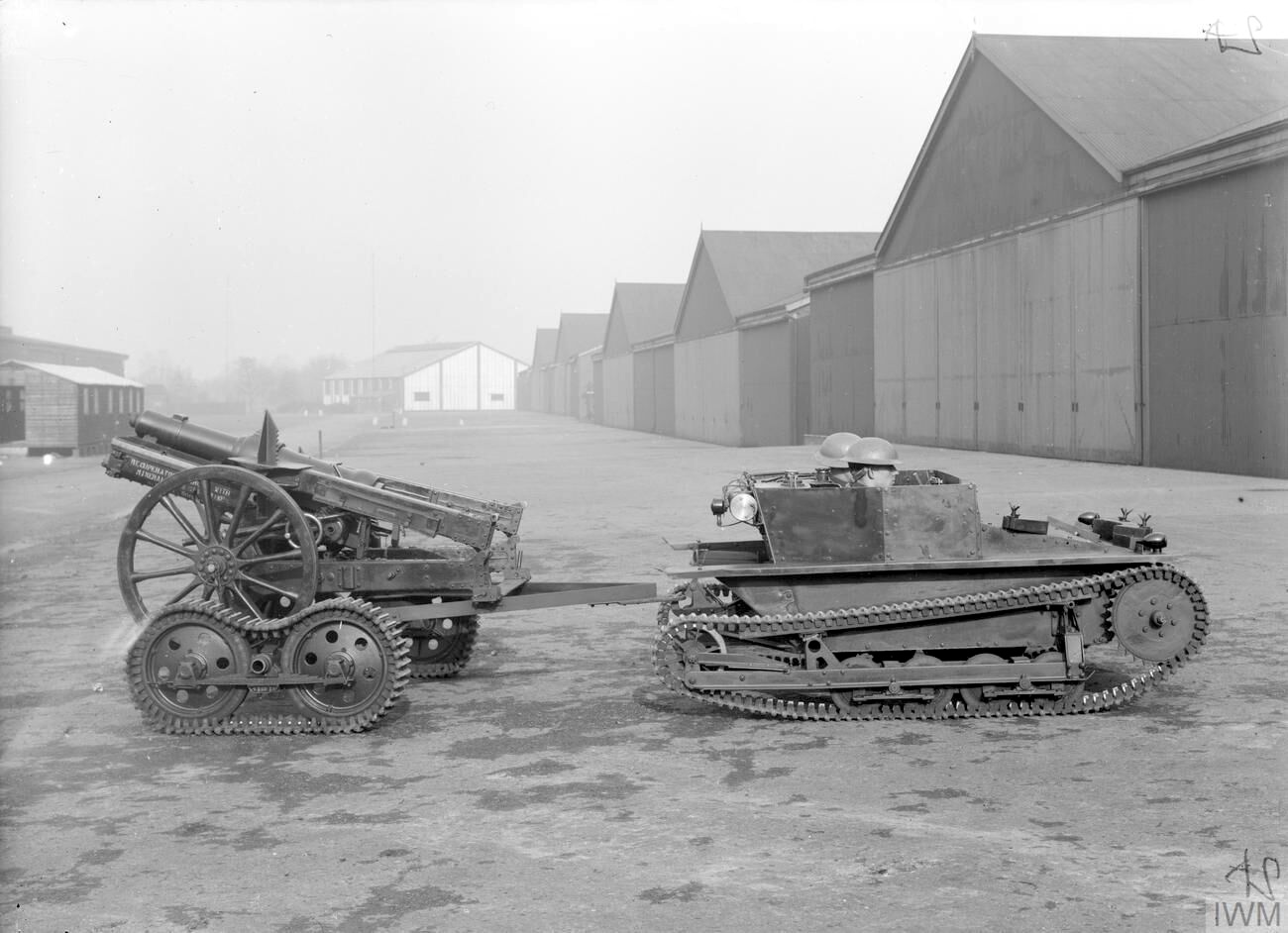
榴弾砲を牽引するカーデン・ロイド豆戦車

1920年代後期の機械化兵力の活動に続き、イギリス陸軍では二種類の装軌車両の必要性を認めていた。一つは歩兵部隊用に機関銃を携行するもの、そしてもう一つは王立戦車部隊用に旋回砲塔（銃塔）を装備するものであった。

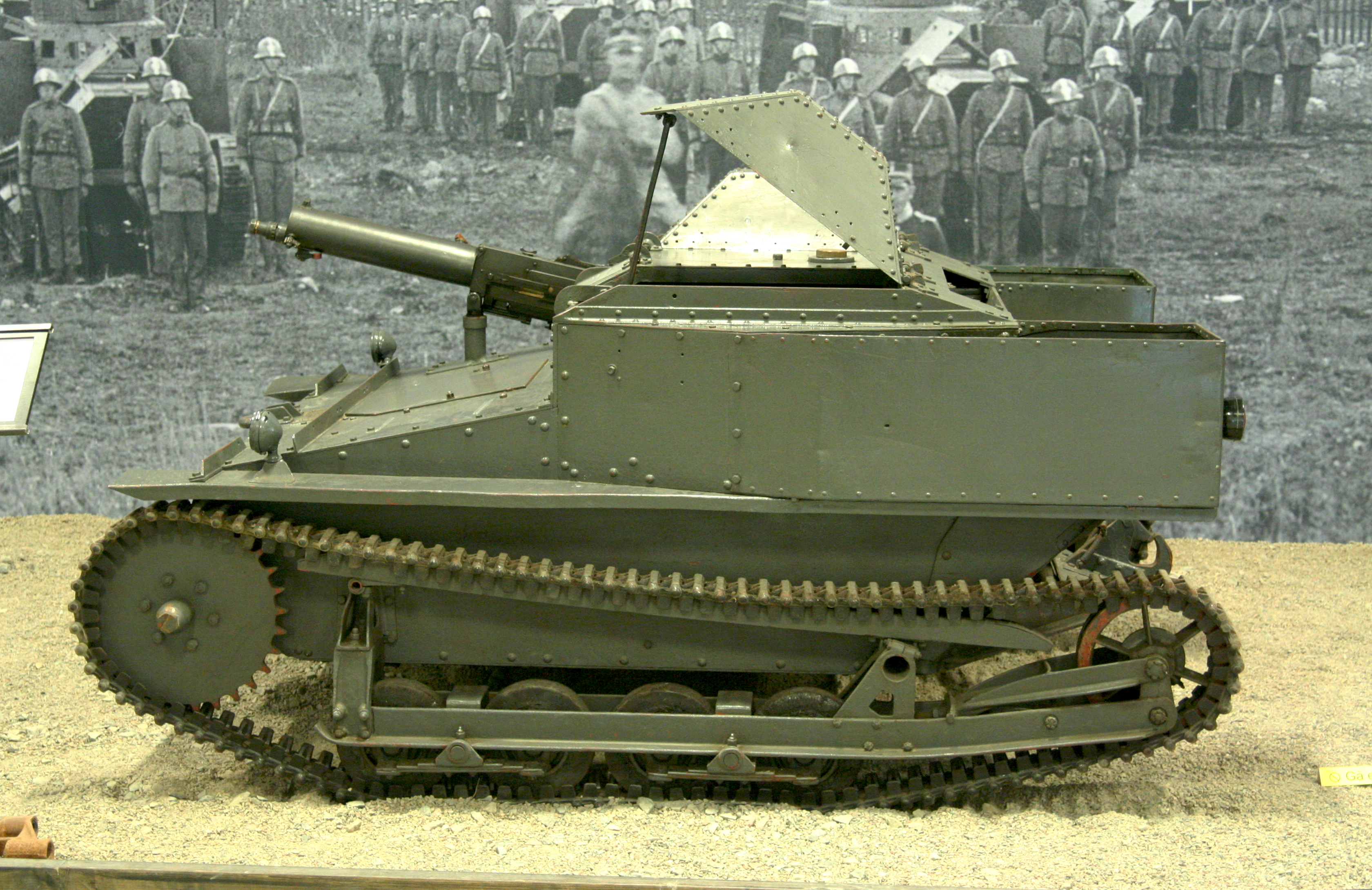
カーデン・ロイドMk.VI

カーデン・ロイド豆戦車は歩兵部隊用の車両となった。偵察車両や移動式の機関銃座として考慮されたカーデン・ロイド Mk.VI 豆戦車は、カーデン・ロイドが開発した豆戦車シリーズの最終段階だった。カーデン・ロイド豆戦車はユニバーサル・キャリアの試作車となった。
また同時に、カーデン・ロイドでは、砲塔を持つ数種類の二人乗り軽戦車を独自開発した。同時期のカーデン・ロイドはヴィッカース・アームストロングの一部門であった。カーデン・ロイド Mk.VII 試作軽戦車の設計は、王立戦車部隊用軽戦車として試作が容認された。この軽戦車は、.303口径（7.7 mm）のヴィッカース重機関銃1挺を装備した背の低い円盤状の旋回銃塔を搭載した小型車両で、59馬力のメドウスエンジンを搭載し、これにより路上最高速度は56 km/hを発揮した。サスペンションは、片側に転輪2個のついた板バネ式ボギー2組を、両側に装備した。サスペンションに強度を与えるために外部に桁（ガーダービーム）を付けている（付けていない状態の画像もある）。この軽戦車はわずか数両のみが製造され、制式採用されることはなかったものの、以後の開発に有益な情報を与えた。

### Mk.I軽戦車
Mk.I軽戦車はカーデン・ロイド Mk.VII 試作軽戦車と幾つかの点を異にしている。外部の桁（ガーダービーム）は、車体を支持する緩衝装置の強化により外されている。銃塔は円筒形のデザインに交換されたものの、未だに.303口径（7.7 mm）のヴィッカース重機関銃1挺を装備していた。基本装甲は14 mmが与えられ、重量が増したので、路上最高速度は48 km/hに落ちた。
メドウスエンジンは4速の変速機から前方の起動輪を介して履帯を動かした。操向は、急な転回のためには片方の履帯へのクラッチ断とブレーキングの組み合わせが用いられた。履帯には後方の誘導輪によりテンションがかけられていた。これが起動輪と同一の高さを保つのはイギリス戦車では新しい設計だった。また3個の上部支持輪により履帯がめぐって返された。
Mk.IAはより大きな上部構造が設けられ、機関銃を操作するため大型の銃塔が付いた。水平巻きバネのついたホルストマン・サスペンションがMk.Iの板バネと交換された。適度な状況では乗り易くなったとはいえ、このスプリングは特定の状況下では制御不能の動揺を引き起こした。
1931年、Mk.IA軽戦車は試験のためにインドに送られた。これらは暑熱の気候下でエンジン冷却を改善するための装備を受け取り、同様に乗員の暑さを軽くするための様々な手段が試験された。
- Mk.I：A4E2～A4E5までの4両が生産された。基礎となったのはカーデン・ロイド Mk.VIII 試作軽戦車である（カーデン・ロイド Mk.VIII 試作軽戦車とヴィッカース Mk.I 軽戦車は重複している。ヴィッカース Mk.I 軽戦車と言えば、特にA4E4 のことを指している場合が多い）。

A4E2 - MWEE 189/T491/ML8784

A4E3 - MWEE 189a/T492/ML8785

A4E4 - MWEE 189b/T493/ML8786

A4E5 - MWEE 189c/T494/ML8787

- Mk.IA：A4E6～A4E10までの5両が生産された。これらのうち4両はインドに試験のため送られた。A4E10は、乗員3名（車長、機銃手、操縦手）で、.303インチ（7.7 mm）と.50インチ（12.7 mm）の2つの機関銃を、上下の縦に、一つの砲塔（二重砲塔と呼ぶ）に備える。なお、A4E11（L1E1）、A4E12（L1E2）は、ヴィッカース Mk.I 軽戦車の部品を流用した、水陸両用戦車である。

### Mk.II軽戦車
Mk.II軽戦車は66 hpのロールス・ロイスエンジンを使用した。これはウィルソン・プリセレクタ機構と変速機に次ぎ、戦車の右側に置かれた。戦車の左側の空間は操縦手と車長のために開かれていた。インドで使用された戦車には85 hpのメドウスエンジンと変速機が搭載された。銃塔の形は長方体をしており、機関銃は車両で使うため、歩兵バージョンのスペードグリップがピストルグリップに改修されている。
- MK.II：1929年以後、ヴィッカース・アームストロングにより16両生産。
- Mk.IIA：ウールウィッチのロイヤル・アーセナルにて29両生産。
- Mk.IIB：ヴィッカース・アームストロングにて21両生産[3]。

### Mk.III軽戦車

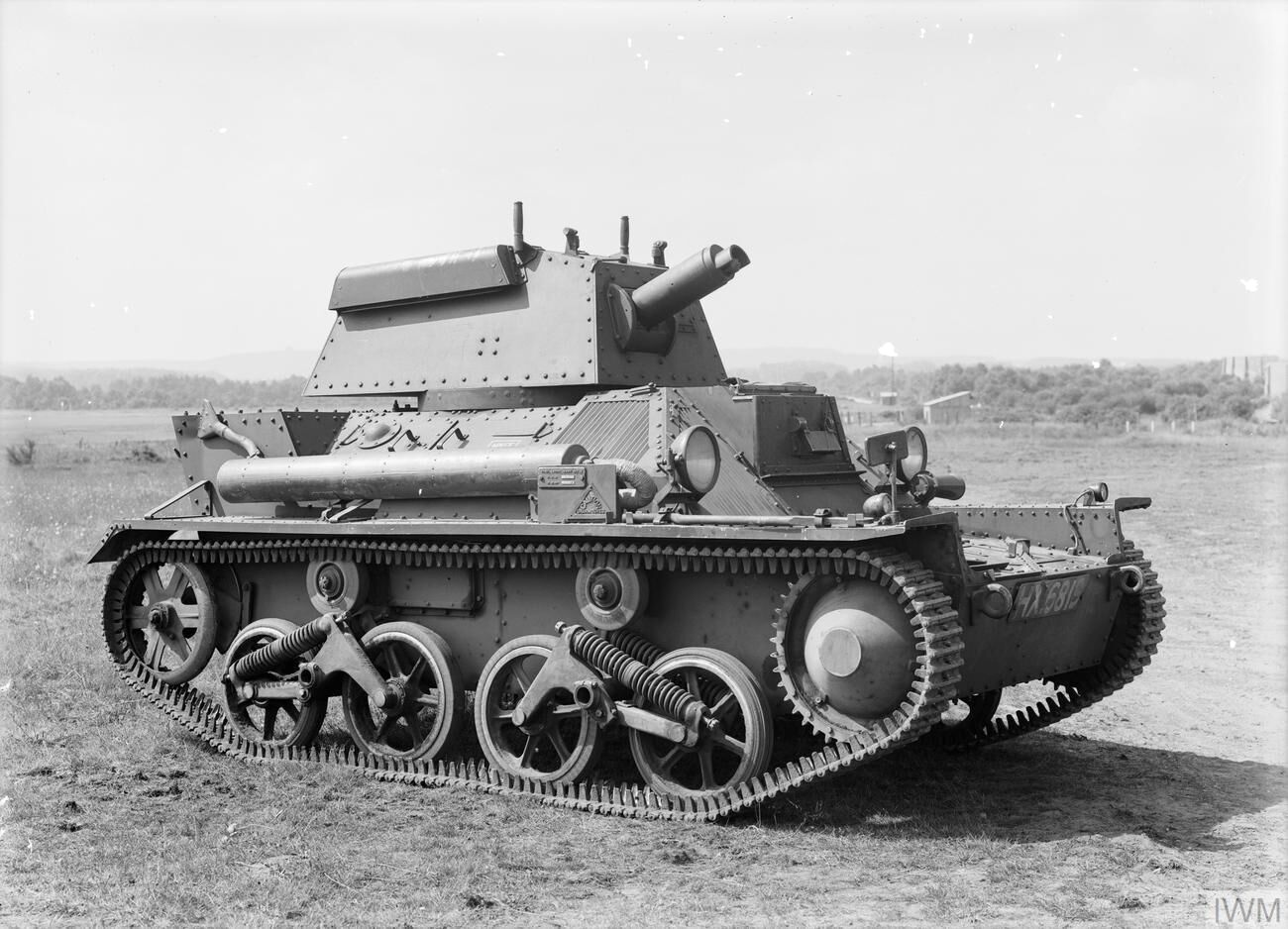
Mk.III軽戦車

Mk.III軽戦車は緩衝装置がホルストマン・コイルスプリングが制御するボギーごとに、ゴムで外周を被覆した転輪2個を装着して作られている。この設計はシドニー・ホルストマンが発明し、軽車両に独占的に用いられていたが、Mk.VI軽戦車にも採用されている。組み立てが比較的容易であったほか小型軽量であり、長距離の移動に有利で、野外で損傷した際には交換が容易だった。起動輪は前方にあり、誘導輪は後方に置かれた。上部転輪は2個である。動力は88 hpのヘンリー・メドウス6気筒ガソリンエンジンによるもので、4段変速のプリセレクタ変速装置を組み合わせている。操向は片方の軌道のクラッチ断で行い、転回を早めるにはブレーキを用いた。銃塔の旋回には電動を用いた。
- 1934年から42両を生産。ロールスロイスエンジンおよびウィルソン変速機を備える。後方の上部構造を拡張。サスペンションを改修。36両をエジプトに送っている[3]。
- 1937年、オランダ領東インド陸軍ではMk.IIIBを73両発注した。またこれらは蘭印作戦中、日本に対して投入されている[6]。
- ベルギー向けに、T-15軽戦車として改修された。（下記）

### Mk.IV軽戦車

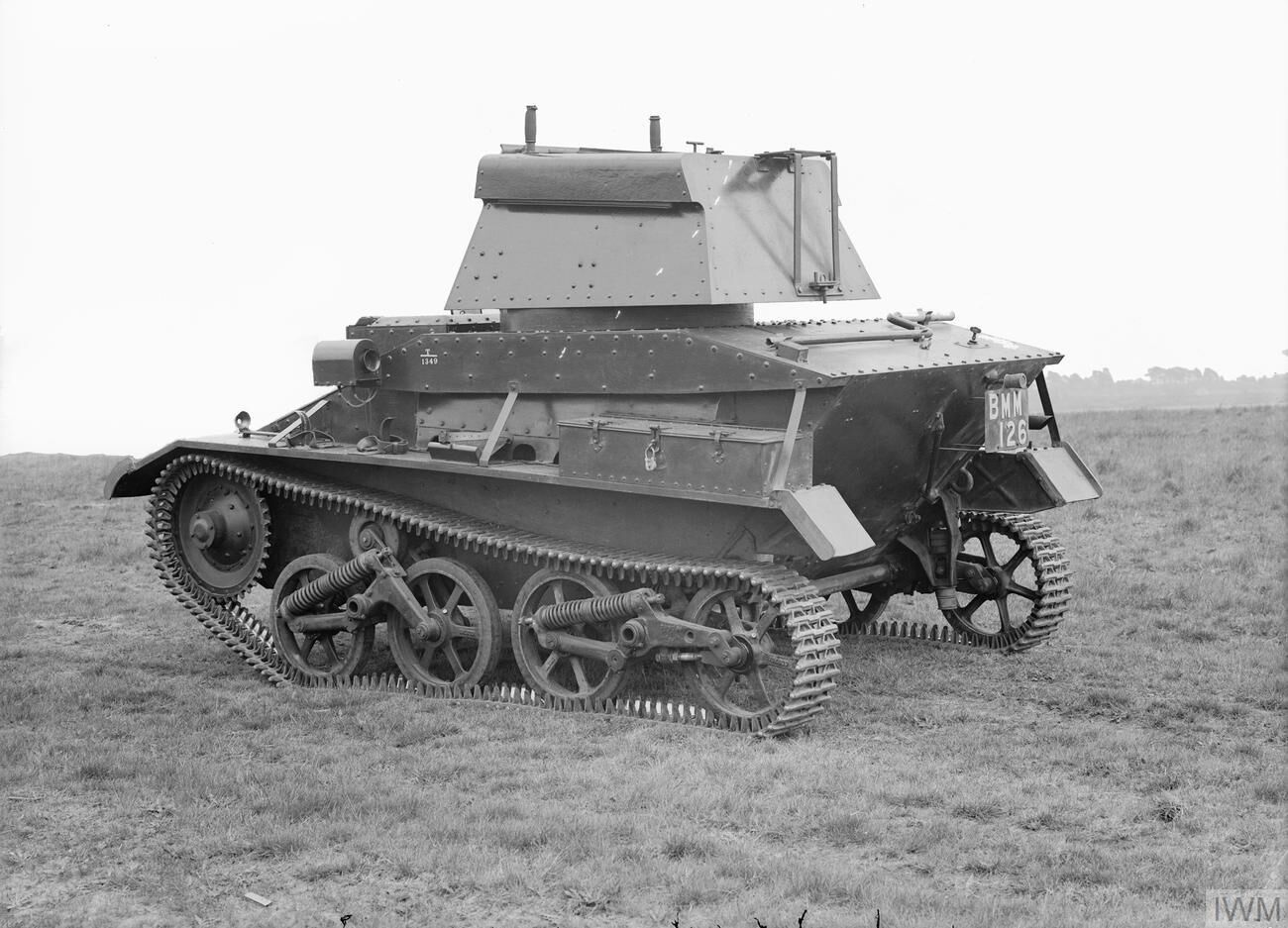
Mk.IV軽戦車

Mk.IVは訓練に用いられており、重量は5 tである。これらのモデルは乗員が2名、ヴィッカース機関銃を備えていた。誘導輪は除去され、ボギー付きの転輪に交換された。数両が開戦時にまだ用いられていたとはいえ、これらは装甲師団から任務に不適当として除かれている。
1933年にヴィッカースが設計、34両が1934年から生産。

### Mk.V軽戦車
Mk.IVからMk.Vへの最大の変更点は乗員を3人にした事である。このとき銃塔には車長と銃手が乗った。また無線手も兼任となった。乗員が増えたことで戦車の機能性と保守整備能力も増した。そうなるまでは、車長は操縦手を指揮し、操縦方向を指示し、銃を操作しなければならなかった。部隊の指揮官ならば、彼は他の戦車や攻撃も指揮しなければならなかった。

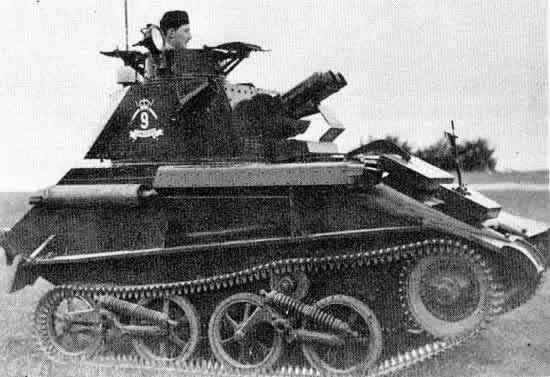
Mk.V軽戦車

Mk.Vの武装は初期の軽戦車よりは改善された。従来の.303口径（7.7 mm）の機関銃に加えて.50口径（12.7 mm）のヴィッカース重機関銃が搭載されている。より大きな機関銃は、当時のヨーロッパの、装甲12 mmから14 mmというほぼすべての他の軽戦車に対抗する妥当な能力をこの戦車に与えている。だが戦闘に投入されることになる他の軽戦車のような装甲の増強はされなかった。Mk.Vに比べると半トンほど重く18インチほど長い。車重の増加のため、路上最高速度は51 km/hに減じたものの、航続性能は大きく変わらなかった。最初の生産車両はヴィッカース派遣のチームとともに第1大隊に送られた。製造社と使用側のあいだの熱心な協力は、問題の素早い解決や改修の実施に至った。
1936年中に22両が生産されている。

### Mk.VI軽戦車

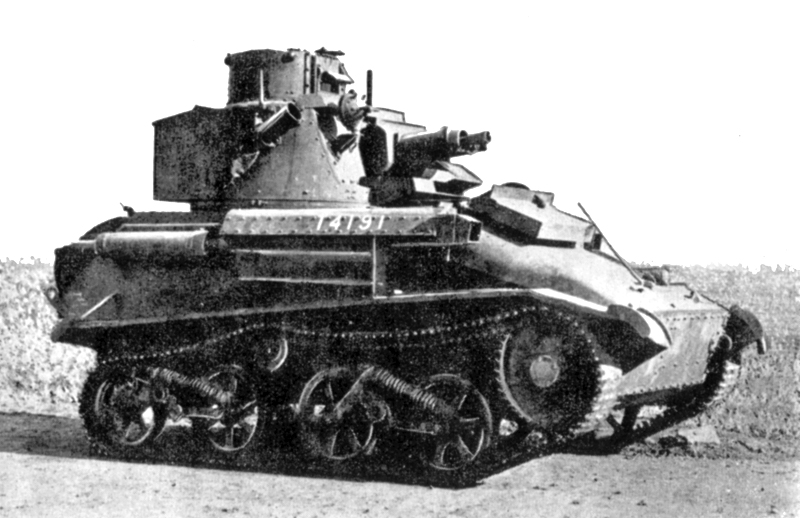
Mk.VIB軽戦車

Mk.VI軽戦車はMk.Vの設計を踏襲したものである。またこれには乗員3人を乗せたが、より大きな砲塔に無線機材を収容し、さらなる高速のため88 hpのエンジンを搭載した。ただし車重は増加した。
1936年から1940年の間、1,300両のMk.VI軽戦車が製造され、数種類の派生型では初期設計の持つ問題に解決を示している。

### 輸出用カーデン・ロイド戦車
ヴィッカース社は、ヴィッカース軽戦車の基礎的なデザインを、輸出市場向けに採用し、輸出用戦車＝商用戦車（コマーシャルタンク、commercial tank）を開発し、各国に販売した。これは1933年、1934年、1936年、そして1937年のモデルを含む。導入したのはフィンランド、リトアニア、アルゼンチン、ベルギー、スイス、オランダ領東インド、そして中国である。
1935年にはMk.IIIを基とし、ベルギー装甲部隊の要望によって形の異なる砲塔を載せた42両がベルギー向けに生産された。フランス製の13.2 mmホチキス機関銃を装備したこれらをベルギーでは「Char Léger de Reconnaissance Vickers-Carden-Loyd Mod.1934 T.15（1934年型ヴィカース＝カーデン・ロイド偵察軽戦車 T.15）」と呼称した。
1937年、オランダ領東インドではトライアルのため2両を購入し、1938年にはさらに1936年モデルを73両発注した。これらは六角形状の銃塔とMk.IIの兵装以外はMk.IVと「機械的に同様」である。第二次世界大戦がヨーロッパで勃発する前に、20両のみがジャワに到着し、届かなかった車両は「1936年型ヴィッカース＝カーデン・ロイド軽戦車」としてイギリス陸軍に就役し、引き取られた。実際には「ダッチマン」の通称で呼ばれている。これらは訓練目的にのみ使われた。こうした車両のうち数両はギリシャに送られた。

## 戦歴
ヴィッカース軽戦車シリーズは訓練用途のため1942年まで保管された。数両はフランスでの戦いやリビア砂漠、アビシニアにて1940年から1941年に実戦投入されている。これらは1936年にMk.VI軽戦車を後継とした。多くの前任車と同様、Mk.VIはイギリス陸軍によりイギリスの植民地やイギリス領インド帝国の治安維持活動に用いられた。本車と他のイギリス製軽戦車はこの任務によく適していたことが判明している。

## 関連書籍
- Coombs, Benjamin (2011). British Tank Production, 1934–1945 (PhD). University of Kent. OCLC 872698322. EThOS uk.bl.ethos.590028. 2017年4月8日閲覧.
- Salmon, Roger Edward (2013). The Management of Change: Mechanizing the British Regular and Household Cavalry Regiments 1918–1942 (PhD). University of Wolverhampton. hdl:2436/315320. OCLC 879390776. EThOS uk.bl.ethos.596061. 2017年4月8日閲覧.